# Vallée du rio Itajaí
La région de la vallée du rio Itajaí est l'une des six mésorégions de l'État de Santa Catarina. Elle regroupe 54 municipalités groupées en quatre microrégions. Elle recoupe les régions géographiques de la « vallée du rio Itajaí » et du « Nord-Est ».

## Données démographiques
La région comptait 1 509 273 habitants en 2010 pour 13 104 km2.

## Histoire
La vallée du rio Itajaí, connue également sous le nom de vallée européenne (Vale Europeu), est la région la plus germanique du Brésil. Sa colonisation et son peuplement fut principalement l'œuvre d'immigrants allemands au XIXe siècle. Les Allemands arrivèrent à partir de 1828 et vinrent en nombre à partir de 1850. Dans cette région, ils reçurent des lots de terres et développèrent l'agriculture, fondant des colonies qui se transformeront plus tard en villes importantes, comme Blumenau. L'influence germanique se ressent dans toute la région, depuis l'architecture des maisons à colombage, jusqu'à l'apparence physique des habitants de la région, blonds aux yeux bleus, en passant par la langue (la région compte une importante minorité de langue allemande), la cuisine, l'artisanat et les fêtes locales (comme l'Oktoberfest).
Exerçant une influence moindre que les Allemands, les Italiens arrivèrent dans la région à partir de la fin du XIXe siècle et colonisèrent quelques villes comme Rodeio et Nova Trento, l'un des plus importants centres catholiques du Brésil.

## Tourisme
Peuplée par des peuples germaniques, la vallée conserve l'influence de ses colonisateurs dans la gastronomie, l'architecture et la culture.
Blumenau, est la principale ville de la région et la plus connue, avec la meilleure infrastructure touristique. Il s'agit également d'un grand centre commercial et le siège de l'Oktoberfest locale, la plus grande en dehors de l'Allemagne, qui attire des centaines de milliers de visiteurs tous les ans. Un autre aspect important de la ville est la protection de ses ressources naturelles, avec pas moins de trois parcs naturels de protection de la forêt atlantique.
Non loin de Blumenau, Brusque est un autre excellent centre commercial, centré sur les vêtements et le linge de lit, de table et de bain. Elle est le théâtre, en octobre, de la Fenarreco, autre grande fête de la région.
Nova Trento, ville de colonisation italienne, la ville où vécut, Sainte Pauline, la première sainte brésilienne. La religion se confond avec les origines et l'histoire des habitants de la ville. Au mois de juillet, la fête en l'honneur de sainte Pauline réunit des pèlerins de toutes les régions du Brésil.
Les chemins de la vallée mènent aussi à Timbó, Indaial, Gaspar, Rio do Sul, Apiúna, Rio dos Cedros avec ses lacs de montagnes et aux cavernes de Botuverá et Ibirama, en faisant une région particulièrement prisée pour les sports de pleine nature.
Connue comme merveille de l'Atlantique Sud, Balneário Camboriú possède de magnifiques plages et une importante infrastructure touristique.
Siège du plus grand port de pêche du pays et de la deuxième université de l'État, Itajaí n'en comporte pas moins de belles plages et d'importantes richesses naturelles.

## Subdivisions
La mésorégion de la vallée du rio Itajaí est subdivisée en 4 microrégions :
- Blumenau ;
- Itajaí ;
- Ituporanga ;
- Rio do Sul.